# Capri
Capri är en italiensk ö utanför Sorrentohalvön i södra delen av Neapelbukten och har varit en kurort sedan den Romerska republiken.
Capri ligger i provinsen Neapel i regionen Kampanien. På ön finns två kommuner Anacapri i bergen i väster och Capri i öster. Det finns två hamnar, Marina Piccola och Marina Grande, den sistnämnda är huvudhamnen. 
Namnet Capri kan spåras till grekerna, som är de första som bosatte sig på ön. Det innebär att namnet troligen inte kommer från latinets Capreae (getter) utan från grekiskans Kapros (vildsvin).

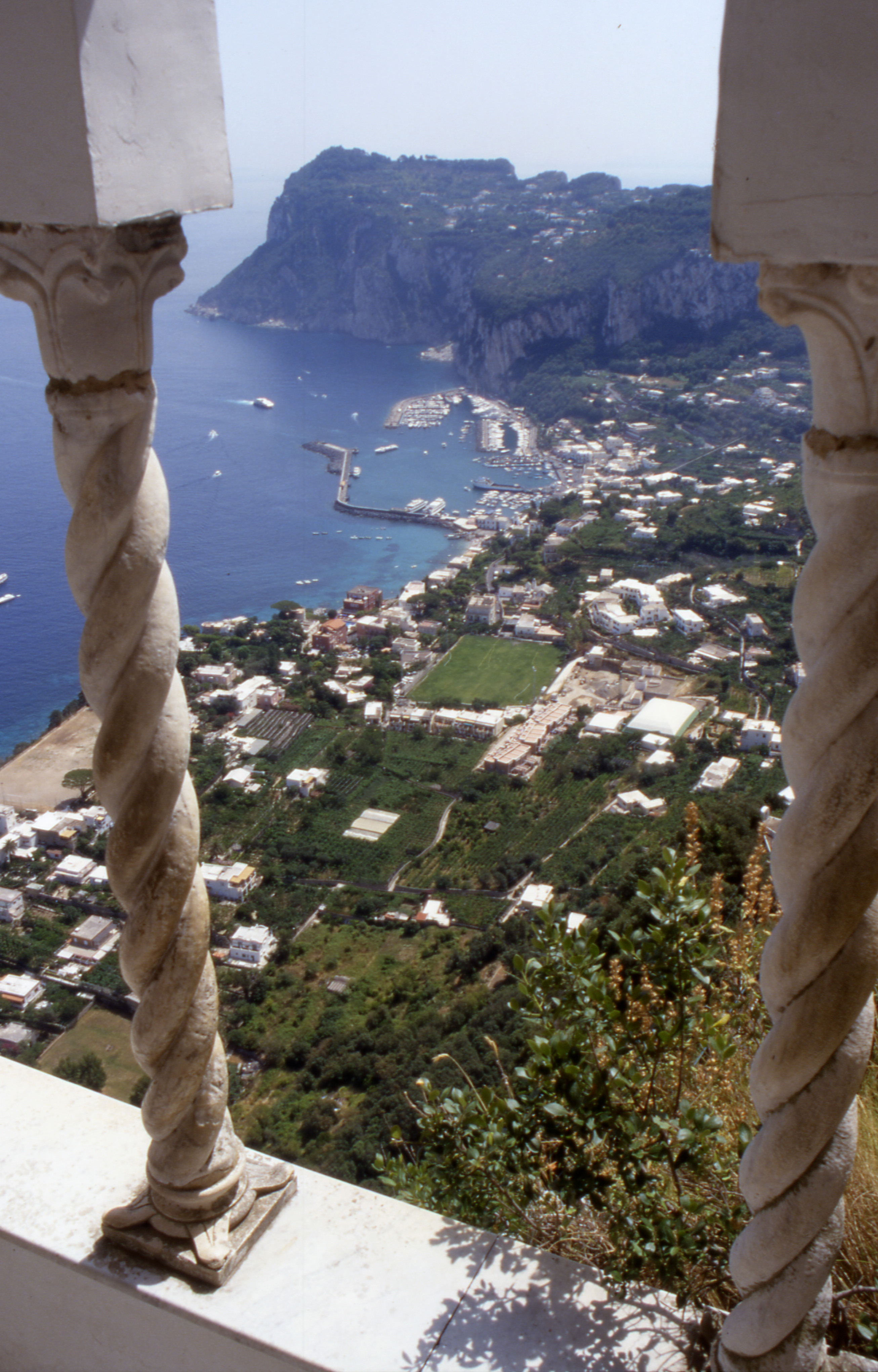

## Historia

### Antiken och romartiden
Enligt den grekiske geografen Strabon var Capri en gång en del av fastlandet. Detta har bekräftats av geologiska undersökningar och arkeologiska fynd.
Staden har varit bebodd under mycket lång tid. Bevis på mänskliga boningar upptäcktes under romartiden, enligt Suetonius fann man stora ben och vapen av sten när grunden till Augustus villa grävdes. Kejsaren beordrade att dessa skulle ställas ut i trädgården vid hans huvudpalats. Moderna utgrävningar har visat på mänsklig närvaro som kan dateras till neolitikum och bronsåldern.
I Aeneiden fastställer Vergilius att ön blivit bosatt av greker från Teleboi som kom från Joniska öarna. Strabon skriver att "i antik tid fanns två städer på Capri, som senare blev en". Publius Cornelius Tacitus skriver att det fanns tolv kejserliga villor i Capri. Ruinerna från en av dem, vid Tragara, kunde fortfarande ses på 1800-talet.
Augustus efterträdare Tiberius byggde flera villor på Capri, den mest berömda är Villa Jovis, en av de bäst bevarade villorna i Italien från Romartiden. År 27 flyttade Tiberius permanent till Capri och styrde imperiet därifrån fram till sin död år 37.

### Medeltiden och modern tid
Efter det Västromerska rikets fall blev Capri åter en del av Neapel och anfölls ofta av pirater. År 866 gav kejsar Ludvig II ön till Amalfi. År 987 utsåg påven Johannes XV Capris första biskop.
1496 fastställde Fredrik IV av Neapel laglig och administrativ likhet mellan städerna Capri och Anacapri. Piratattackerna nådde sin kulmen under Karl V:s regim, de turkiska amiralerna Khair ed-Din och Turgut Reis plundrade ön 1535 respektive 1553.
Den förste berömde besökaren på ön var den franske antikvarien Jean Jacques Bouchard under 1600-talet och kan anses vara Capris första turist. Hans dagbok, som återfanns 1850, är en viktig informationskälla om Capri.

### Senare tid
I januari 1806 ockuperades ön av franska trupper, men drevs bort av brittiska trupper i maj samma år. Capri blev en stark flottbas, "ett andra Gibraltar", men utbyggnaderna medförde svåra skador på arkeologiska platser. Joachim Murat återerövrade Capri 1808 och fransmännen blev kvar till napoleoneran 1815 då Capri returnerades till huset Bourbon som regerade i Neapel.
Under 1800-talets andra hälft blev Capri ett populärt resmål för europeiska konstnärer, författare och andra berömdheter. John Singer Sargent och Frank Hyde märks bland de prominenta konstnärer som var på ön under sent 1870-tal. Sargent är mest berömd för sin porträttserie av den lokala skönheten Rosina Ferrara.
Under 1800-talet katalogiserade naturforskaren Ignazio Cerio öns flora och fauna. Detta arbete togs över av hans son, författaren och ingenjören Edwin Cerio, som skrev flera böcker om livet på Capri under 1900-talet.

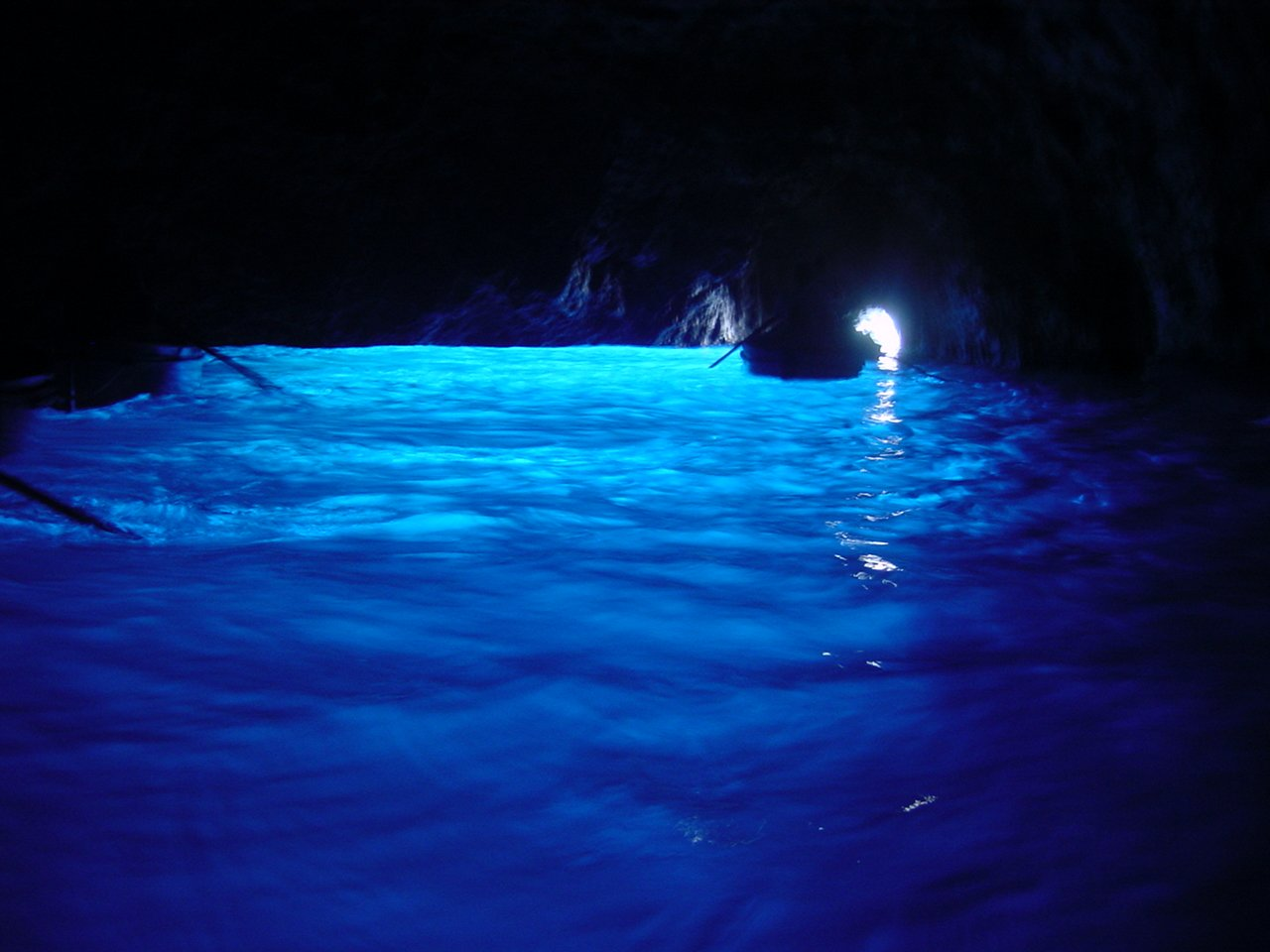
Blå grottan.

Norman Douglas, Friedrich Alfred Krupp, Jacques d'Adelswärd-Fersen, Christian Wilhelm Allers, Emil von Behring, Curzio Malaparte, Axel Munthe och Maksim Gorkij har alla ägt en villa på ön eller stannat där mer än tre månader. Även drottning Victoria av Sverige var ofta här. Drottning Victoria var djupt olycklig i sitt äktenskap och under sin tid på Capri hade hon ett förhållande med Axel Munthe. Den amerikanska illustratören och skaparen av Kewpie, Rose O'Neill, ägde Villa Narcissus som tidigare ägdes av målaren Charles Caryl Coleman. Gracie Fields ägde en villa och Mariah Carey har en villa på ön.
Den bok som ledde till 1800-talets fascination för Capri i Frankrike, Tyskland och Storbritannien var Entdeckung der Blauen Grotte auf der Insel Capri (Upptäckten av Blå grottan på Capri) av den tyske målaren och författaren August Kopisch, där han beskriver sin vistelse på Capri 1826 och (åter)upptäckten av Blå grottan.[källa behövs]
Capri har även fungerat som en relativt säker plats för homosexuella utlänningar att leva ett mer öppet liv.[källa behövs]

## Sevärdheter
- Arco Naturale
- Blå Grottan
- Capris Filosofiska Park
- Certosa di San Giacomo
- Faraglioni
- La Piazzetta
- Marina Grande
- Monte Solaro
- Punta Carena
- San Michele
- Torre Materita
- Villa Jovis
- Via Krupp
- Villa Lysis
- Villa Malaparte